# Tasik Betung
Tasik Betung is een bestuurslaag in het regentschap Siak van de provincie Riau, Indonesië. Tasik Betung telt 596 inwoners (volkstelling 2010).